# Rhinog Fach
Rhinog Fach är ett berg i Storbritannien.   Det ligger i kommunen Gwynedd och riksdelen Wales, i den södra delen av landet, 300 km nordväst om huvudstaden London. Toppen på Rhinog Fach är 712 meter över havet.
Terrängen runt Rhinog Fach är huvudsakligen kuperad.Runt Rhinog Fach är det ganska glesbefolkat, med 45 invånare per kvadratkilometer. Närmaste större samhälle är Porthmadog, 16,0 km nordväst om Rhinog Fach. Trakten runt Rhinog Fach består i huvudsak av gräsmarker.